# Caupolicana floridana
Caupolicana floridana is een vliesvleugelig insect uit de familie Colletidae. De wetenschappelijke naam van de soort is voor het eerst geldig gepubliceerd in 2004 door Michener & Deyrup.